# Liste der Baudenkmale in Bobitz
In der Liste der Baudenkmale in Bobitz sind alle denkmalgeschützten Bauten der mecklenburgischen Gemeinde Bobitz und ihrer Ortsteile aufgelistet. Grundlage ist die Veröffentlichung der Denkmalliste des Kreises Nordwestmecklenburg mit dem Stand vom 16. September 2020.

## Legende
In den Spalten befinden sich folgende Informationen:
- ID-Nr: Die Nummer wird von den Denkmalämtern der Landkreise vergeben. Wenn sie nicht bekannt ist, bleibt die Spalte leer. In dieser Spalte kann sich zusätzlich das Wort Wikidata befinden, der entsprechende Link führt zu Angaben zu diesem Denkmal bei Wikidata.
- Lage: die Adresse des Denkmales und die geographischen Koordinaten.
Link zu einem Kartenansichtstool, um Koordinaten zu setzen. In der Kartenansicht sind Denkmale ohne Koordinaten mit einem roten bzw. orangen Marker dargestellt und können in der Karte gesetzt werden. Denkmale ohne Bild sind mit einem blauen bzw. roten Marker gekennzeichnet, Denkmale mit Bild mit einem grünen bzw. orangen Marker.
- Bezeichnung: Bezeichnung, so wie sie in den offiziellen Listen der Denkmalämter steht. Ein Link hinter der Bezeichnung führt zum Wikipedia-Artikel über das Denkmal. Wenn die Bezeichnung der Denkmalämter inhaltlich fehlerhaft ist, ist in der Spalte „Beschreibung“ darauf hinzuweisen.
- Beschreibung: Beschreibung des Denkmales
- Bild: ein Bild des Denkmales und gegebenenfalls einen Link zu weiteren Fotos des Denkmals im Medienarchiv Wikimedia Commons

## Baudenkmale nach Ortsteilen

### Bobitz
| ID | Lage | Bezeichnung                     | Beschreibung | Bild |
| -- | --- | ------------------------------- | ------------ | ---- |
| 71 | Wismarsche Straße 38 | Konsum-Landwarenhaus            |              |      |
|    | B 208/150/4.379 (400 m südwestlich des Ortseinganges aus Richtung Mühlen-Eichsen, nordwestliche Straßenseite in Höhe der nördlichen Häuser von Vierhusen) | Meilenstein (Ganzmeilenobelisk) |              |      |

### Beidendorf
| ID   | Lage | Bezeichnung                                                                                 | Beschreibung | Bild                                                                                        |
| ---- | --- | ------------------------------------------------------------------------------------------- | --- | ------------------------------------------------------------------------------------------- |
| 53   | Am Hasenberg 2 (Karte) | Kirche mit Friedhof und umgebender Findlingsmauer mit Familiengrabstätte Diestel (3 Tumben) | Gotischer, kreuzrippengewölbter Backsteinbau mit eingezogenem, zweijochigem Chor auf Feldsteinsockel vom 13. Jahrhundert, zweijochigem Langhaus vom 14. Jh., nördlich angebauter Sakristei und Westturm mit späterem, 8-seitigem Spitzhelm; neugotischer Kanzelaltar vom 19. Jh. Gestühl um 1850, alte Granitfünte, Friese – Orgel von 1865. | Kirche mit Friedhof und umgebender Findlingsmauer mit Familiengrabstätte Diestel (3 Tumben) |
|      | Am Hasenberg | Gedenkstein für Kapp-Putsch-Opfer und Einfriedung Fam. Muss auf dem Friedhof                | |                                                                                             |
| 54   | Waldstraße 28 (Karte) | Pfarrhaus                                                                                   | |                                                                                             |
| 1581 | B 208 / 170 / 1.910 (Beidendorf, 300 m südwestlich der Kreuzung am Ortseingang aus Richtung Mühlen-Eichsen, nordwestliche Straßenseite) | Meilenstein (Halbmeilenobelisk)                                                             | |                                                                                             |

### Dambeck
| ID  | Lage                          | Bezeichnung                                                                           | Beschreibung | Bild                                              |
| --- | ----------------------------- | ------------------------------------------------------------------------------------- | --- | ------------------------------------------------- |
| 175 | Am Kirchberg (Karte)          | Kirche mit umgebendem Friedhof und Feldsteinmauer                                     | Gotischer, flachgedeckter Backsteinbau vom 14. Jahrhundert mit gleich breitem Langhaus, Chor und Fünfachtelschluss sowie Westturm in Schiffsbreite mit späterem, hölzernem Aufsatz und Walmdach; barocker Kanzelaltar 18. Jahrhundert, Kastengestühl 17. Jahrhundert, erste Friese III – Orgel von 1850, zwei Bronzeglocken von 1435. | Kirche mit umgebendem Friedhof und Feldsteinmauer |
| 168 | Am Kirchberg 1 (Karte)        | Pfarrhof: Wohnhaus und Scheune                                                        | |                                                   |
| 170 | Alte Salzstraße 17 (Karte)    | Tagelöhnerkate                                                                        | |                                                   |
| 171 | Alte Salzstraße 19-21 (Karte) | Tagelöhnerkate                                                                        | |                                                   |
| 172 | Alte Salzstraße 23-25 (Karte) | Tagelöhnerkate                                                                        | |                                                   |
| 173 | Alte Salzstraße 18            | ehem. Rasthaus und Schmiede                                                           | |                                                   |
| 174 | Alte Salzstraße 33            | Tagelöhnerkate und Scheunengebäude                                                    | |                                                   |
| 176 | Zum See                       | Kopfsteinpflasterstraße zum ehem. Gutshaus mit begrenzenden Feldsteinmauern und Allee | |                                                   |
| 177 | Zur Mühle 2                   | Mühle                                                                                 | |                                                   |

### Dambeck (Ausbau)
| ID  | Lage    | Bezeichnung | Beschreibung | Bild |
| --- | ------- | ----------- | ------------ | ---- |
| 178 | Haus 47 | Büdnerei    |              |      |
| 179 | Haus 48 | Büdnerei    |              |      |

### Grapen Stieten
| ID  | Lage               | Bezeichnung              | Beschreibung | Bild |
| --- | ------------------ | ------------------------ | ------------ | ---- |
| 474 | Rambower Straße 19 | Gutshaus m. Stallgebäude |              |      |
| 474 | Rambower Straße 20 | Pflasterweg und Rondell  |              |      |

### Köchelstorf
| ID  | Lage             | Bezeichnung                                            | Beschreibung | Bild |
| --- | ---------------- | ------------------------------------------------------ | ------------ | ---- |
| 845 | Rehnaer Straße 4 | Bauernhaus mit Nebengebäuden (Backhaus, Schweinestall) |              |      |
| 846 | Rehnaer Straße 7 | Bauernhaus                                             |              |      |

### Luttersdorf
| ID | Lage                                                                                               | Bezeichnung                   | Beschreibung | Bild |
| -- | -------------------------------------------------------------------------------------------------- | ----------------------------- | ------------ | ---- |
|    | B 208 / 180 / 2.160 (900 m südwestlich des Abzweiges nach Klüssendorf, nordwestliche Straßenseite) | Gedenkstein auf dem Papenberg |              |      |

### Saunstorf
| ID   | Lage                  | Bezeichnung                        | Beschreibung | Bild |
| ---- | --------------------- | ---------------------------------- | --- | ---- |
| 1235 | Am Gutspark 5 (Karte) | Gutshaus mit Park                  | 2-gesch., 9-achsiger Putzbau von 1916 mit zwei Risalite, Sockelgeschoss und Walmdach; Gutslehen der Familien Petersen (ab 1790), dann mehrfacher Besitzerwechsel, nach 1900 Eugen Philippi und 1931–1945 von Oertzen (Adelsgeschlecht); ab 1945 Wohnhaus, 1985 wegen Baufälligkeit geräumt, bis 2010 Umbau zum Hotel. |      |
| 1604 |                       | Meilenstein (Flur 1, Flurstück 69) | |      |

### Tressow
| ID   | Lage                     | Bezeichnung                               | Beschreibung | Bild                                      |
| ---- | ------------------------ | ----------------------------------------- | --- | ----------------------------------------- |
| 1420 | Schloß Tressow 1 (Karte) | Gutsanlage mit Gutshaus Park und Marstall | Spätklassizistischer 2-gesch., 13-achsiger schlossartiger Putzbau von 1871 mit Sockel- und Mezzaningeschoss und Mittelrisalit nach Plänen von Hofbaurat Georg Daniel, Marstall nach Vorbild des Schweriner Marstalls; Gedenkstein für den Widerstandskämpfer Fritz-Dietlof Graf von der Schulenburg im Park; Gutsbesitzer: von Plessen und ab 1751 Familien Schulenburg-Tressow; nach 1945 Sonderschule, nach 2000 Sanierung u. a. auch für Ferienwohnungen. | Gutsanlage mit Gutshaus Park und Marstall |

## Ehemalige Baudenkmale

### Dambeck
| ID  | Lage                   | Bezeichnung    | Beschreibung                    | Bild |
| --- | ---------------------- | -------------- | ------------------------------- | ---- |
| 170 | Dambeck, Dorfstraße 24 | Tagelöhnerkate | Streichung am 10. Dezember 1996 |      |

### Köchelstorf
| ID  | Lage             | Bezeichnung | Beschreibung | Bild |
| --- | ---------------- | ----------- | ------------ | ---- |
| 844 | Rehnaer Straße 2 | Mühle       |              |      |

## Quelle
- Denkmalliste des Landkreises Nordwestmecklenburg (Stand: 9. November 2023; PDF, 1,2 MByte)